# Makkai Miklós
Makkai Miklós (Pápa, 1948. szeptember 29. – 2020. augusztus 15.) háromszoros világbajnok magyar tekéző, edző.

## Pályafutása
1963 és 1989 között a Pápai Vasas, közben 1967–69-ben a Honvéd Ezüst Nyíl, 1989-tól az Elekthermax Vasas tekézője volt. 1970 és 1990 között a válogatott keret tagja volt. 1984-ben a Testnevelési Főiskolán edzői diplomát szerzett.
Három magyar bajnoki címet nyert (1970, egyéni, 1972 és 1975, csapat). 1972 és 1990 között nyolc világbajnokságon vett részt, ebből ötön érmet szerzett. 1980-ban párosban, 1986-ban és 1988-ban csapatban lett világbajnok. Legsikeresebb világbajnoksága az 1986-os müncheni volt, ahol a csapat aranyérem mellett egyéniben ezüst-, párosban bronzérmet szerzett.

## Emlékezete
A 2021-ben Pápán átadott tekecsarnok a Pápai Sportcentrum területén a nevét viseli.

## Sikerei, díjai
- Világbajnokság
  - aranyérmes (3): 1980 (páros), 1986, 1988 (csapat)
  - 2. (4): 1978, 1980 (csapat), 1986 (egyéni), 1990 (csapat)
  - 3.: 1986 (páros)
- Magyar bajnokság
  - egyéni
    - bajnok: 1970
    - 2.: 1971, 1978, 1979, 1988
    - 3.: 1977, 1981

  - páros
    - 2.: 1977, 1978, 1979, 1981, 1982, 1990
    - 3.: 1988, 1989

  - csapat
    - bajnok: 1972, 1975
- Tízek bajnoksága
  - bajnok: 1977
  - 3: 1971, 1978